# Lituiherpia
Lituiherpia is een geslacht van wormmollusken uit de  familie van de Phyllomeniidae.

## Soort
- Lituiherpia spermathecata Salvini-Plawen, 1978